# Seattle Pacific University
A Seattle Pacific University (SPU) keresztény magánintézmény az Amerikai Egyesült Államok Seattle városában.

## Története
A Seattle-i Szemináriumot az 1891-es metodista konferencián alapították; jelenlegi nevét 1977-ben vette fel.
2014. június 5-én az Otto Miller épületben történt lövöldözésben egy hallgató meghalt, kettő pedig megsérült. Az elkövetőt paprikaszprével megállító Jon Meis diákot 2015-ben a Medal of Honor Citizen Honors díjával tüntették ki. A fegyverest 2016. november 16-án 112 év börtönbüntetésre ítélték.

## Kampusz
A 17,5 hektáros campus a belváros közelében, Queen Anne városrész északi határán fekszik. A San Juan-szigetekhez tartozó Blakely-szigeten és a Whidbey-szigeten telephelyek találhatóak.
Az egyetemnek öt kollégiuma van; ezek némelyike apartmanszerű kiépítéssel rendelkezik.

## Nevezetes személyek
- Andrew Foster, misszionárius[11]
- Brian Fennell, énekes-dalszerző[12]
- Chad Forcier, a San Antonio Spurs segédedzője[13]
- Conrad Lee, a Washington állambeli Bellevue polgármestere[14]
- Dan Price, a Gravity Payments vezérigazgatója[15]
- Daniel Sandrin, kosárlabdázó[16]
- David T. Wong, a Prozac gyógyszer egyik megalkotója[17]
- Doris Brown Heritage, atléta[18]
- Esther Snyder, üzletember[19]
- Eugene H. Peterson, író[20]
- Gaylord T. Gunhus, az amerikai hadsereg vezető káplánja[21]
- Gordon Fee, bibliaoktató[22]
- Ken Bone, kosárlabdaedző[23]
- Jacob DeShazer, misszionárius[24]
- Jason Farrell, labdarúgó[25]
- Jean Stothert, a Nebraska állambeli Omaha polgármestere[26]
- Jeff Probst, televíziós műsorvezető[27]
- Jim Cornelison, énekes[28]
- Joseph Kearney, több egyetemi sportegyesület atlétikai igazgatója[29]
- Larry Wall, nyelvész és programozó[30]
- Marcus Hahnemann, válogatott labdarúgó[31]
- Phil Zevenbergen, kosárlabdázó[32]
- Robert A. Funk, üzletember[33]
- Rodger Nishioka, oktató[34]
- Timothy Beal, író[35]
- William L. Lane, teológus[36]

## Fordítás
- Ez a szócikk részben vagy egészben  a   Seattle Pacific University című angol Wikipédia-szócikk ezen változatának fordításán alapul.  Az eredeti cikk szerkesztőit annak laptörténete sorolja fel. Ez a jelzés csupán a megfogalmazás eredetét és a szerzői jogokat jelzi, nem szolgál a cikkben szereplő információk forrásmegjelöléseként.